# Solomon Bonnah
Solomon Bonnah (Ámsterdam, 19 de agosto de 2003) es un futbolista neerlandés que juega en la demarcación de defensa para el S. K. Austria Klagenfurt de la Bundesliga.

## Trayectoria
Tras formarse como futbolista en las filas inferiores del AVV Zeeburgia y A. F. C. Ajax, finalmente en 2019 recaló en el R. B. Leipzig. Jugó en las categorías inferiores del club alemán durante dos años, hasta que finalmente en 2021 subió al primer equipo. Debutó el 24 de noviembre de 2021 en un encuentro de la Liga de Campeones de la UEFA contra el Club Brujas en un encuentro que finalizó con un resultado de 0-5 a favor del combinado lipsiense tras el gol de André Silva y dos dobletes, de Emil Forsberg y Christopher Nkunku respectivamente. Su debut en la Bundesliga se produjo cuatro días después contra el Bayer Leverkusen. También tuvo minutos en la Copa de Alemania antes de marcharse a finales de agosto de 2022 al S. K. Austria Klagenfurt para jugar allí hasta junio de 2025.

## Clubes
| Club                     | País     | Año       | Partidos | Goles |
| ------------------------ | -------- | --------- | -------- | ----- |
| R. B. Leipzig            | Alemania | 2021-2022 | 3        | 0     |
| S. K. Austria Klagenfurt | Austria  | 2022-     | 70       | 4     |